# الموجة النسوية الثانية

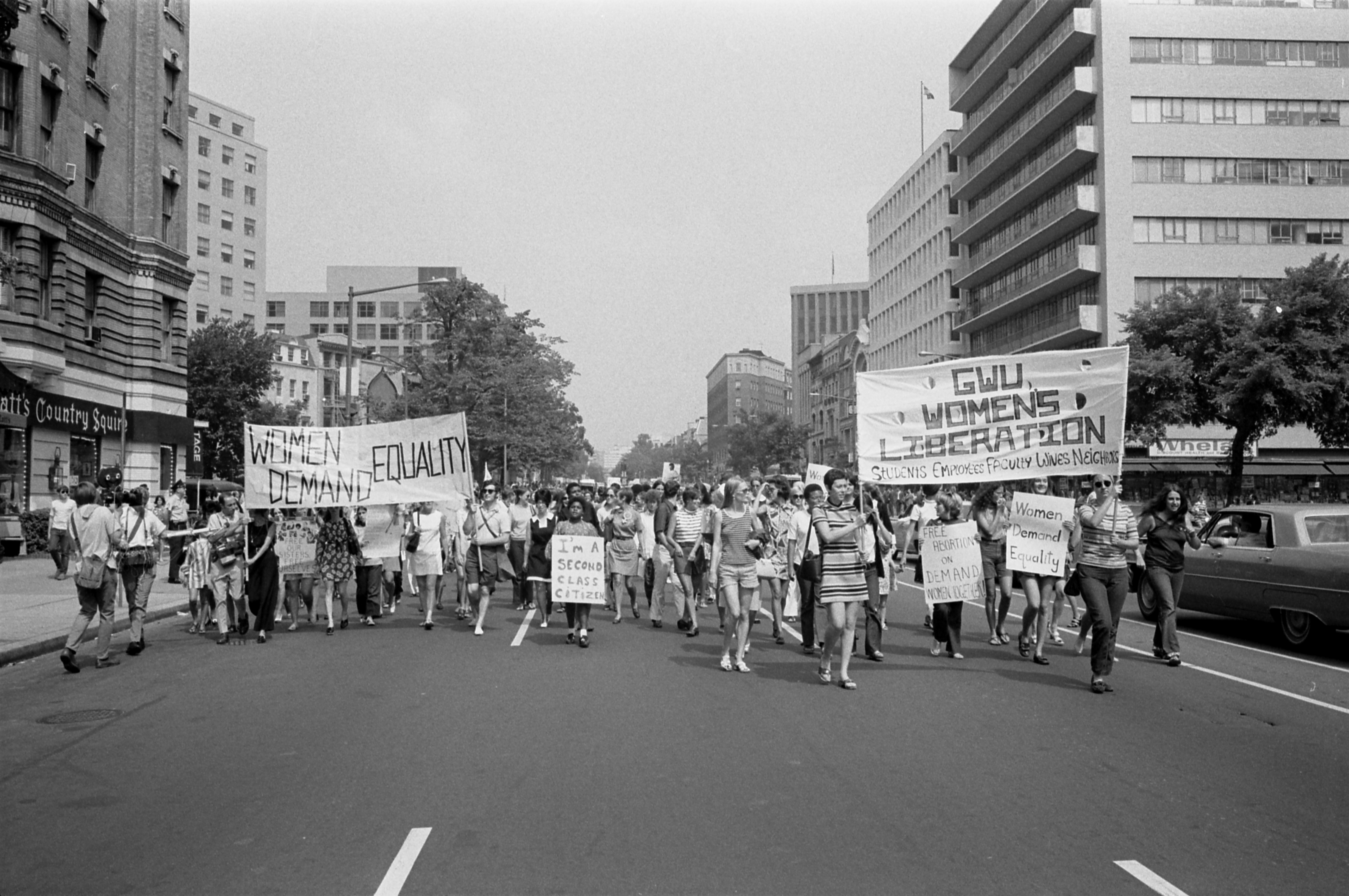

تشير الموجة النسوية الثانية، من حركة المرأة أو حركة تحرير المرأة في الولايات المتحدة الأمريكية إلى فترة نشاط نسوية، بدأت مع بدايات عقد الستينات من القرن العشرين واستمرت حتى نهاية السبعينات من القرن ذاته. شأنها شأن الموجة النسوية الأولى التي كافحت من أجل حصول المرأة على حق التصويت، ارتكزت الموجة الثانية بشكل أساسي على التغلب على العقبات القانونية وصولًا إلى المساواة والمطالبة بحق المرأة في الاقتراع وحقوق الملكية، إلا أنها كانت ذات نطاق أوسع وذي تنوع في القضايا والموضوعات مثل عدم المساواة غير الرسمية (في الواقع) والجنس والأسرة ومكان العمل والخلاص من التمييز القانوني تبعًا للجنس، وربما بطريقة مثيرة للجدل بشكل كبير في الحقوق الإنجابية. إضافة إلى ذلك، فقد حاولت أن تضيف تعديلًا في المساواة في الحقوق في دستور الولايات المتحدة. واتبعتها الموجة النسوية الثالثة.
يرتبط أوج فترة الموجة الثانية بشكل علم بصدور كتاب كيت ميليت عن السياسات الجنسية السياسة الجنسية عام 1969، إلا أن العديد من الأفكار التي أثرت على هذه الموجة الثانية، وكذلك العديد من الأفكار التي سعت بعض النسويات لمواجهتها وتحديها، يمكن تتبع أصولها إلى كتاب سيمون دي بوفوار عن الجنس الآخر عام 1949 وفي كتاب الغموض الأنثوي عام 1963 لبيتي فريدان.

## الآراء في الولايات المتحدة
جاءت الموجة الثانية من الحركة النسوية في الولايات المتحدة كرد فعل مؤجَّل ضد تجدد قيود الارتباطات المنزلية للنساء بعد الحرب العالمية الثانية في أواخر الأربعينات من القرن العشرين، فترة طفرة الإنجاب، التي تميّزت بنمو اقتصادي لم يسبق له مثيل. خلال هذه الفترة، لم تكن المرأة تميل للبحث عن عمل أو وظيفة بسبب انخراطها بالواجبات المنزلية والأسرية، التي اعتُبرت واجبها الأساسي ولكن كثيرًا ما تُركت المرأة معزولة في المنزل وبعيدة عن مجالات السياسة والاقتصاد والقانون. عملت وسائل الإعلام في ذلك الوقت على إبراز هذا النمط الحياتي للنساء؛ على سبيل المثال البرامج التلفزيونية مثل الأب أعلم و ليف إت تو بيفر.
وقد وضعت بعض الأحداث الهامة التي جرت في تلك الفترة حجر الأساس لنشوء الموجة الثانية. في فترة الأربعينات، تناولت الكاتبة الفرنسية سيمون دي بوفوار فكرة اعتبار المرأة بأنها «الآخر» في نطاق المجتمع الأبوي. ختمت هذه الفكرة في كتابها عام 1949 تحت عنوان الجنس الآخر بأن الأيديولوجية التي تركز على الذكور أصبحت مقبولة كمعيار مُوجَّه من خلال التطوير المستمر للأساطير، وأن قدرة المرأة على الحمل والرضاعة بالإضافة إلى الطمث لا تشكل بأي حال من الأحوال سببًا أو تفسيرًا منطقيًا لوضعها في خانة «الجنس الآخر». تُرجم هذا الكتاب من الفرنسية إلى الإنجليزية (مع بعض الاختصارات) ونُشر في أمريكا عام 1953.
في عام 1960، وافقت إدارة الأغذية والدواء (الولايات المتحدة) على حبوب منع الحمل المركبة، التي أصبحت متاحة عام 1961. جعل هذا الأمر من السهل على النساء الحصول على وظائف دون الاضطرار إلى التخلي عنه لاحقًا بسبب الحمل غير المتوقع.
على الرغم من أن الحركة استمرت من الستينات إلى أوائل الثمانينات وعلى نطاق واسع، لكن من الصعب تحديد الفترة بالضبط، وكثيرًا ما يُشكل هذا الأمر موضع خلاف. ومن المعتقد بأن الحركة قد بدأت عام 1963، عندما نشرت بيتي فريدان كتابها اللغز الأنثوي، ومن ثم أصدرت اللجنة الرئاسية الخاصة بأحوال المرأة التابعة للرئيس جون كينيدي تقريرها الذي وضّحت من خلاله عن فكرة عدم المساواة بين الجنسين.
جعلت إدارة الرئيس كينيدي قضية حقوق المرأة قضيتها الرئيسية للحدود الجديدة، إذ قام كينيدي بتعيين نساء (مثل إستر بيترسون) في العديد من المناصب الهامة داخل طاقم إدارته. كما أنشأ لجنة رئاسية خاصة بأحوال المرأة برئاسة إليانور روزفلت إلى جانب مسؤولين في الحكومة (من بينهم بيترسون والنائب العام روبرت إف. كينيدي) وأعضاء من مجلس الشيوخ ومفوضين ورجال أعمال وعلماء النفس وعلماء اجتماع وأساتذة وناشطين. أوصى التقرير بتغيير هذا التفاوت بين الجنسين من خلال تقديم إجازة أمومة مدفوعة الأجر وزيادة فرص الحصول على التعليم والمساعدة في رعاية الأطفال.
ثمّة إجراءات أخرى اتخذتها النساء على نطاق أوسع، ما ينذر بمشاركتهن بشكل كبير في السياسة الخاصة بالموجة الثانية. في عام 1961، احتجّت نحو خمسين ألف امرأة في ستين مدينة، من خلال مظاهرة من أجل السلام، على إجراء التجارب الأرضية على القنابل النووية والحليب الملوث.
في عام 1963 كتبت بيتي فريدان، متأثرةّ بكتاب «الجنس الآخر»، الكتاب الأكثر مبيعًا لها «اللغز الأنثوي». وفي مناقشاتها مع النساء البيض، اعترضت بشدة على كيفية تصوير ووصف النساء في وسائط الإعلام الرئيسية وعلى الطريقة التي تحُدّ من إمكانياتهن ومقدراتهن. وقد ساعدت فريدان أيضًا في إجراء استطلاع بالغ الأهمية بمساعدة زملائها القدامى من كلية سميث. كشفت هذه الدراسة الاستقصائية بأن النساء اللاتي لهُنّ دورًا في المنزل وأيضًا في المجال المهني، كُنّ أكثر ارتياحًا وسعادةّ بالمقارنة بالنساء اللاتي يلزمن المنزل طوال الوقت إذ بدت على هؤلاء مشاعر الانفعال والحزن، إلى جانب أن العديد منهن كُنّ انغمسن في أهوال فكرة أنه لا ينبغي امتلاكهن أي طموحات خارج المنزل. وقد وصفت فريدان هذا بأنه «المشكلة التي ليس لها اسم». في ذلك الوقت، تم تسويق مصطلح الأسرة النواة المثالية ونشره بكثرة، وكتبت فريدان في كتابها بأن هذا المصطلح لم يعكس السعادة والراحة التي تشهر بها النساء واعتبرته مُهينًا بحقهن إلى حد كبير. اعتُبر هذا الكتاب بأنه الخطوة الرئيسية التي من خلالها انطلقت الموجة النسوية الثانية في الولايات المتحدة.
أوضح التقرير الصادر عن اللجنة الرئاسية المعنية بأحوال المرأة، إلى جانب كتاب فريدان، استياء العديد من النساء (وخاصة ربات المنزل) ما أدّى إلى تشكيل مجموعات نسوية محلية وحكومية اتحادية، إلى جانب العديد من المنظمات النسوية المستقلة. إذ أشارت فريدان في كتابها إلى كلمة «حركة» منذ عام 1964.
نمت هذه الحركة من خلال تحقيقها انتصارات قانونية مثل قانون المساواة في الأجر لعام 1963، والباب السابع من قانون الحقوق المدنية لعام 1964، وحكم المحكمة العليا في ولاية كونيكتيكت ضد غريسوولد في عام 1965. وفي عام 1966 انضمت فريدان إلى نساء ورجال آخرين في تأسيس المنظمة الوطنية للمرأة (إن أو دبليو)؛ وعُيّنت فريدان كأول رئيس للمنظمة.
على الرغم من النجاحات المبكرة التي حققتها المنظمة تحت قيادة فريدان، إلا أن قرارها بالضغط على قانون تكافؤ فرص العمل لاستخدامه الباب السابع من قانون الحقوق المدنية لعام 1964 لخلق المزيد من فرص العمل بين النساء الأميركيات قد قوبل بمعارضة شرسة من داخل المنظمة. إلى جانب الحجج التي ساقها العديد من أعضاء المنظمة من الأميركيين الأفارقة إذ كان العديد منهم مقتنعين بفكرة أن العدد الهائل من الذكور الأميركيين من أصل أفريقي الذين يعيشون تحت خط الفقر هم بحاجة إلى فرص عمل أكثر من نساء الطبقة المتوسطة أو الارستقراطية. وبالتالي تنَّحت فريدان من منصب الرئيس في عام 1969.
في عام 1963، اكتسبت الصحفية المستقلة غلوريا ستاينم شعبية كبيرة بين ناشطات الحركة النسوية بعد مذكرات ألفتها أثناء عملها سرًا كنادلة في نادي بلاي بوي، والتي نُشِرَت في جزأين في إصدارات شهري مايو ويونيو من مجلة شو. إذ ادّعت ستاينم في مذكراتها بأن النادي كان يسيء معاملة النادلات من أجل كسب زبائن ذكور وبأنه قام باستغلال صورة بلاي بوي بانيز (صورة الأرنب والتي تمثّل الفتاة المرحة والمثيرة) كرمز للشوفينية الذكورية، بالإضافة إلى إصدار تعليمات بأن «هناك العديد من الطرق اللطيفة التي يمكنهم استخدامها لتحفيز مبدأ الشوفينية في النادي». وبحلول عام 1968، أصبحت ستاينم من أكثر الشخصيات نفوذًا في الحركة وأصبح مبدأ دعم الإجهاض القانوني والرعاية اليومية الممولة فيدراليًا الهدفين الرئيسين للحركة النسوية.
أثّرت الموجة النسوية الثانية أيضًا على حركات أخرى مثل حركة المطالبة بالحقوق المدنية وحقوق الطلاب حيث سعت المرأة إلى تحقيق المساواة داخل هذه الحركات. في عام 1965، في إعادة صياغة مذكرة الجنس والطبقة التي كتبها موظفين من منظمات الحقوق المدنية (سي إن سي سي)، اقترحت كل من كيسي هايدن وماري كينغ أن «الافتراضات حول تفوق الذكور على الإناث منتشرة إلى حد كبير وكل شيء معوق للمرأة بقدر افتراضات تفوق ذوي البشرة البيضاء على السُّود»، ومن دون مثل هذه الحركة، يمكن أن تجد المرأة نفسها «عالقة في نظام طبقي للقانون العام».
في عام 1968، قال أحد منظمي الحزب الديمقراطي الصربي في جامعة واشنطن حول موضوع الطلاب البيض في الجامعة الذين يعملون مع الفقراء منهم: «في بعض الأحيان، بعد تحليل الأمراض الاجتماعية، تقاسم هؤلاء الشباب وقت الفراغ بملاعبة بعضهم البعض». وأشار إلى أن هذه الأنشطة تؤدي إلى أمور عديدة من شأنها تعزيز الوعي السياسي لدى الشباب البيض الفقراء. سألت امرأة من الحاضرين: «وكيف لهذه الأنشطة أن تفعل أي شيء للمرأة؟» (هول وجوديث وإلين ليفين، إعادة خلق النسوية، 1971، الصفحة 120). بعد الاجتماع، شكلت حفنة من النساء أول مجموعة هادفة لتحرير للمرأة في سياتل.
من بين أنصار الحركة النسوية من السّود المحامية والمؤلفة فلورينس كينيدي، التي شاركت في تأليف «قانون الإجهاض» وهو أحد الكتب الأولى التي تتناول موضوع الإجهاض عام 1971: من بين مؤلفيه: سليستين وير وباتريشيا روبنسون، إذ حاولن «إظهار الصلات بين العنصرية وهيمنة الذكور» في المجتمع.
تمثل أيضًا الموجة النسوية الثانية ظهور دراسات المرأة كمجال أكاديمي. في عام 1970، كانت جامعة سان دييغو الحكومية أول جامعة في الولايات المتحدة لتقدم برامج تعليمية عن دراسات المرأة.

## الأعمال
أسس الناشطون النسويون مجموعة من الأعمال النسوية، بما في ذلك المكتبات النسائية، والنقابات الائتمانية النسوية، والمطابع النسوية، وكتالوجات البريد النسائي، والمطاعم النسوية، وعلامات التسجيل النسوية. ازدهرت هذه الأعمال كجزء من الموجتين الثانية والثالثة من النسوية في السبعينات والثمانينات والتسعينات.

## الموسيقى والثقافة الشعبية
نظرت النسويات من الموجة الثانية إلى الثقافة الشعبية على أنها مثيرة للجنس، وخلقت ثقافة شعبية خاصة بها لمواجهة هذا. «كان أحد مشاريع نسوية الموجة الثانية هو خلق صور» إيجابية «للنساء، ليكون بمثابة ثقل موازن للصور المهيمنة التي تنتشر في الثقافة الشعبية ولرفع وعي النساء بظلمهن».

### أنا امرأة
لعبت الأغنية الأسترالية للفنانة هيلين ريدي "أنا امرأة" دورًا كبيرًا في الثقافة الشعبية وأصبحت نشيدًا نسويًا. عرفت ريدي باسم "فتاة ملصقات نسوية" أو "رمز نسوي".  قالت ريدي للمقابلات أن الأغنية كانت "أغنية من الكبرياء عن كونها امرأة". تم إصدار الأغنية في عام 1972. وبعد بضعة أسابيع من دخول "أنا امرأة" في المخططات، رفضت المحطات الإذاعية تشغيلها. يعتقد بعض نقاد الموسيقى والمحطات الإذاعية أن الأغنية تمثل "كل ما هو سخيف في حركة" ليب المرأة ". ثم بدأت هيلين ريدي أداء الأغنية على العديد من البرامج التلفزيونية المتنوعة. مع اكتساب الأغنية الشعبية، بدأت النساء في الاتصال بمحطات الإذاعة وطلب الاستماع إلى "أنا امرأة". دخلت الأغنية الرسوم البيانية وحققت الرقم الأول في ديسمبر 1972. أصبحت "أنا امرأة" أيضًا أغنية احتجاج على أن النساء غنّطن في المظاهرات النسائية والاحتجاجات.

### أفلام
بدأ كل من الابداع وموضوعات الصور المتحركة يعكس المثل النسوية للموجة الثانية  ، مما أدى إلى تطور نظرية الأفلام النسوية. في أواخر السبعينيات وأوائل الثمانينيات، شملت صانعات الأفلام اللواتي شاركن في جزء من الموجة الجديدة من الفيلم النسائي جوان ميكل سيلفر (بين السطور)، كلوديا ويل (جيرل فريندز)، شانتال أكرمان (جين ديلمان)، ستيفاني روثمان، وسوزان. ومن بين الأفلام البارزة الأخرى التي تناولت مواضيع تتعلق بالمساواة بين الجنسين والتي تم إجراؤها في هذا الوقت، فيلم تكيف رواية Lois Gould مثل Good Good Friends و Rosemary's Baby.
الفيلم الوثائقي «جميلة عندما كانت غاضبة» كان أول فيلم وثائقي يغطي الموجة الثانية من النسوية.